# 算子積展開
算子積展開（Operator Product Expansion, "OPE"）是共形場論的一種工具，用来计算局部算子的積（當其中兩個局部算子，local operators，靠近）的期望值。
在兩維共型場論，算子積展開的原則是，兩支局部算子
{\displaystyle A_{i}(z_{i}),A_{j}(z_{j})}，若{\displaystyle z_{i}\to z_{j}}，这样
- 算子積（在真空期望值的層面上）可以给算子展開式{\displaystyle A_{i}(z_{i})A_{j}(z_{j})=\sum _{k}c_{ij}^{k}(z_{i}-z_{j})A_{k}(z_{j})} 
近似到任意般準，其中
  - 系數 {\displaystyle c_{ij}^{k}(z_{i}-z_{j})}只依賴 i、j、k 和{\displaystyle (z_{i}-z_{j})}的函數，零可以是它的奇點
  - 收斂半徑是 {\displaystyle A_{j}} 到第三個最近算子{\displaystyle A_{m}} 的距離{\displaystyle (z_{j}-z_{m})}。